# Hodenc-l'Évêque
Hodenc-l'Évêque là một xã thuộc tỉnh Oise trong vùng Hauts-de-France tây bắc nước Pháp. nước Pháp. Xã này nằm ở khu vực có độ cao trung bình 131 mét trên mực nước biển.